# 小林佳果
小林 佳果（こばやし けいか、5月14日 - ）は、日本のフリーアナウンサー、モデル。
静岡県下田市生まれ、神奈川県伊勢原市出身。明治大学文学部英米文学科卒業。大学卒業後ホリプロアナウンス室所属を経て、現在オフィスキイワード所属。
2012年5月、伊豆急下田駅「下田生まれのアナウンサー駅長」（伊豆急行線のオモシロ駅長の一人）に就任。

## 出演

### テレビ・ラジオ・CM
- カイモノラボカイモニスタ（TBS）
- My You! キャスター（YOUテレビ）
- ナイス素適音楽館 ナビゲーター（YOUテレビ）
- ロダンタイムズ パーソナリティ（FMサルース）
- TRAIN-TRAIN パーソナリティ（FMサルース）
- 横浜ミストリー レポーター（YOUテレビ）
- ゆめ色ガーデンII ナビゲーター
- ザ・ストーリー 経済発見!（テレビ大阪）
- 朝まるJUST（チバテレビ）
- ごごたま（テレ玉）
- 高校野球甲子園アルプス リポーター（ABCラジオ）
- 医療福祉チャンネル キャスター（スカパー）
- ZOOMUPカンパニー レポーター（テレビ大阪）
- すきすきキスゴン レポーター（スカパー）
- 都市対抗野球スタンド レポーター（FM-HANAKO）
- クリスタルクララ CM
- NTTドコモ CM
- 明治ガルボチップス インフォマーシャル（ABC）
- リクルート・住宅情報ナビ レポーター
- じゃらん、ゼクシィ、日経トレンディ モデル
- JR東日本 駅ポスターモデル
- パナソニック インフォマーシャル
- 湘南 SKY RAINBOW（FMヨコハマ、2013年10月 - 2015年12月）
- 金パラ～長江健次のDARADAラジオ～（FM世田谷）
- ワールドコレクションゴールド（MBS）
- がんを知る（放送大学）

### 司会など
- 押切もえトークショー司会
- DAIGOトークショー司会
- 田中美保トークショー司会
- 高橋ジョージ・三船美佳トークショー司会
- 中森明菜カウントダウンコンサート司会
- 植松晃士トークショー司会
- 中村俊輔アディダスイベントトークショー司会
- 益若つばさトークショー司会
- 長谷川理恵トークショー司会
- 神無月お笑いライブ司会
- ローラトークショー司会
- 堀田真由トークショー司会
- ワールドホビーフェアサンデーステージMC
- 企業VP、式典司会、
- CM発表会、映画試写会司会
- 相鉄・東急新横浜線開業出発式司会[3]